# 제49회 일본 중의원 의원 총선거
제49회 일본 중의원 의원 총선거(일본어: 第49回衆議院議員総選挙)는 2021년(레이와 3년) 10월 31일 실시된 중의원 선출을 위한 선거이다.
10월 14일 임시 각료회의에서 기시다 후미오 총리가 중의원의 해산을 결정하였다. 이에 중의원이 해산하였으며, 10월 31일 총선 실시가 결정되었다.
선거 결과 자유민주당이 261석을 얻으며, 과반 의석(233석) 이상을 차지하며 1당이 되었다. 연립 여당인 공명당은 32석을 차지, 여권이 293석의 의석을 확보하였다.

## 선거 정보
지난 중의원 총선거에서는 당시 내각총리대신이었던 아베 신조가 소비세 증세 문제와 조선민주주의인민공화국의 문제에 대한 노선과 저출산 고령화 문제 등에 대한 국민의 신의를 묻는 선거로, 2017년 9월 28일 중의원을 해산하여 10월 22일에 투표가 실시되었다.
그 결과 여당인 자유민주당이 과반 의석 수를 넘는 284석, 연립여당인 공명당이 29석을 획득하며 자공 연립 정권을 유지시켰다.
아베 총리는 지병을 이유로 2020년 9월 16일에 퇴임하여 신임 총리로 스가 요시히데 내각관방장관이 취임했다. 스가 총리는 당 총재 선거에 출마하지 않고 2021년 9월 30일에 퇴임하여 10월 1일에 기시다 후미오 전 외무대신이 신임 총재로 선출되었다.
기시다 총리는 10월 4일에 총리로 취임해 이 날 기자회견에서 "14일 중의원을 해산하고 19일에 선거를 공시하여 총선거를 진행할 것"이라고 밝혔다. 중의원 임기 만료년도와 같은 년도에 치루어지는 선거로는 2009년 총선거 이후 12년 만이며, 임기 만료 이후에 총선이 실시되는 것은 현행 일본국 헌법 상 최초이고, 또한 레이와 시대 개막 이후 처음 열리는 총선거가 되었다.
소선거구와 비례구를 합한 의석 수의 변동은 없다.
해산 시점 기준 도쿄도 제9구, 가나가와현 제3구, 히로시마현 제3구, 시마네현 제2구는 총선거에서 실시되지 않아 공석이 유지되었고, 보궐선거를 통하여 현석으로 바뀔 예정이다.

## 선거 활동

### 당파별 입후보자수
| 당파                                         | 당파                                          | 합계 | 전  | 원 | 신  | 남성 | 여성 | 소선거구 | 소선거구 | 소선거구 | 소선거구 | 소선거구 | 소선거구 | 비례대표 | 비례대표 | 비례대표 | 비례대표 | 비례대표 | 비례대표 | 비례대표 | 비례대표 | 공시전 |
| 당파                                         | 당파                                          | 합계 | 전  | 원 | 신  | 남성 | 여성 | 계       | 전       | 원       | 신       | 남성     | 여성     | 계       | 단독     | 중복     | 전       | 원       | 신       | 남성     | 여성     | 공시전 |
| -------------------------------------------- | --------------------------------------------- | ---- | --- | -- | --- | ---- | ---- | -------- | -------- | -------- | -------- | -------- | -------- | -------- | -------- | -------- | -------- | -------- | -------- | -------- | -------- | ------ |
|                                              | 자유민주당                                    | 336  | 256 | 8  | 72  | 303  | 33   | 277      | 237      | 5        | 35       | 255      | 22       | 310      | 59       | 251      | 231      | 7        | 72       | 277      | 33       | 276    |
|                                              | 입헌민주당                                    | 240  | 104 | 29 | 107 | 196  | 44   | 214      | 104      | 25       | 85       | 177      | 37       | 239      | 26       | 213      | 104      | 29       | 106      | 195      | 44       | 109    |
|                                              | 공명당                                        | 53   | 21  | 4  | 28  | 49   | 4    | 9        | 9        | 0        | 0        | 9        | 0        | 44       | 44       | 0        | 12       | 4        | 28       | 40       | 4        | 29     |
|                                              | 일본유신회                                    | 96   | 10  | 16 | 70  | 82   | 14   | 94       | 10       | 16       | 68       | 80       | 14       | 96       | 2        | 94       | 10       | 16       | 70       | 82       | 14       | 11     |
|                                              | 일본공산당                                    | 130  | 12  | 8  | 110 | 84   | 46   | 105      | 5        | 3        | 97       | 73       | 32       | 40       | 25       | 15       | 12       | 8        | 20       | 19       | 21       | 12     |
|                                              | 국민민주당                                    | 27   | 7   | 3  | 17  | 19   | 8    | 21       | 6        | 2        | 13       | 15       | 6        | 27       | 6        | 21       | 7        | 3        | 17       | 19       | 8        | 8      |
|                                              | NHK와 재판하고 있는 당 변호사법 72조 위반으로 | 30   | 0   | 0  | 30  | 20   | 10   | 27       | 0        | 0        | 27       | 17       | 10       | 11       | 3        | 8        | 0        | 0        | 11       | 8        | 3        | 1      |
|                                              | 레이와 신센구미                               | 21   | 1   | 2  | 18  | 16   | 5    | 12       | 1        | 2        | 9        | 9        | 3        | 21       | 9        | 12       | 1        | 2        | 18       | 16       | 5        | 1      |
|                                              | 사회민주당                                    | 15   | 0   | 0  | 15  | 6    | 9    | 9        | 0        | 0        | 9        | 4        | 5        | 15       | 6        | 9        | 0        | 0        | 15       | 6        | 9        | 1      |
|                                              | 지지정당 없음                                 | 2    | 0   | 0  | 2   | 2    | 0    | 0        | 0        | 0        | 0        | 0        | 0        | 2        | 2        | 0        | 0        | 0        | 2        | 2        | 0        | 0      |
|                                              | 일본제일당                                    | 4    | 0   | 0  | 4   | 4    | 0    | 0        | 0        | 0        | 0        | 0        | 0        | 4        | 4        | 0        | 0        | 0        | 4        | 4        | 0        | 0      |
|                                              | 신당 야마토                                   | 4    | 0   | 0  | 4   | 3    | 1    | 0        | 0        | 0        | 0        | 0        | 0        | 4        | 4        | 0        | 0        | 0        | 4        | 3        | 1        | 0      |
|                                              | 정권 교체에 의한 코로나 대책 강화 신당        | 4    | 0   | 0  | 4   | 4    | 0    | 0        | 0        | 0        | 0        | 0        | 0        | 4        | 4        | 0        | 0        | 0        | 4        | 4        | 0        | 0      |
| 출처: 총무성 보관됨 2021-11-20 - 웨이백 머신 |                                               |      |     |    |     |      |      |          |          |          |          |          |          |          |          |          |          |          |          |          |          |        |

소선거구 289석과 비례구 176석 총 465석을 놓고 1051명(소선거구 857명, 비례구 194명)이 입후보했다.

### 정당별 움직임

#### 여당
자유민주당은 총재를 맡고 있는 기시다 후미오 총리가 이번 선거의 승패에 대해 "여당에서 과반수를 확보할 것이다"라고 말했다.
또한 연립여당인 공명당의 야마구치 나쓰오 대표는 후보자를 세운 9개의 소선거구의 완승과 비례구 800만표 득표를 목표로 했다.

#### 야당
- 야권은 입헌민주당·일본공산당·레이와 신센구미·사회민주당 4당은 안보 관련법 폐지를 요구하는 연합 '시민 연합'을 구성해 정책 결정을 체결했다. 시민 연합은 289개의 선거구 중 219개의 선거구를 단일화했다. 한편 국민민주당은 시민 연합에 참여하지 않았으나 후보 단일화 과정에서 일정 후보자를 단일화했다.[9] 야당 후보 단일화로 단일화 되지 않은 지역구는 80개에 그쳤다. 전체 선거구의 약 절반인 142개의 선거구에서 여당 후보 대 야당 단일화 후보의 맞대결이 펼쳐질 것으로 예상된다.[10]

- 일본공산당은 선거구중 21곳을 공천했으나 야권 후보 단일화로 공천을 철회해 비례구에 공천했다. 입헌민주당이 공천을 취하한 3곳에 공천을 했다.

#### 원외정당
- 지지정당 없음은 사노 히데미쓰 대표를 포함한 2명이 홋카이도 비례구에 공천되었다.

- 신당 야마토는 고바야시 고키 대표가 도쿄도 제9구에 공천으로 입후보했으며, 도쿄도 비례구에 공천으로 4명이 입후보했다.

- 일본제일당은 사쿠라이 마코토 당수가 도쿄도 제15구에 공천으로 입후보했고 도쿄도 비례구에 공천으로 4명이 입후보했다.

- 정권교체에 의한 코로나 대책 강화 신당은 발기인이자 대변인인 시미즈 미쓰오 등 4명이 도쿄 비례구에 공천으로 입후보했다.

- 신당 구니모리는 혼마 나나 대표가 와카야마현 제3구에 공천으로 입후보했으며, 지바현 지부 대표인 아즈사 마리가 지바현 제10구에 공천으로 입후보했다.

- 신당 일본의 마음은 사와구치 유지 대표가 도쿄도 제10구에 공천으로 입후보했다.

- 개혁미래당은 쓰치다 마사미쓰 대표가 기후현 제1구에 공천으로 입후보했다.

- 사랑지구당은 오자와 라이진 대표가 시즈오카현 제5구에 공천으로 입후보했다.

- 일본성공당은 가미데 게이이치 당수가 히로시마현 제1구에 공천으로 입후보했다.

- 개신당은 이시모토 히로유키 대표가 나가사키현 제3구에 공천으로 입후보했다.

### 각 정당의 캐치프레이즈
| 정당                                          | 캐치프레이즈                                              |
| --------------------------------------------- | --------------------------------------------------------- |
| 자유민주당                                    | 새로운 시대를 여러분과 함께.                              |
| 입헌민주당                                    | 바꾸자.                                                   |
| 공명당                                        | 일본 재생에 새로운 도전.                                  |
| 일본공산당                                    | 무엇보다 생명, 흔들리지 않고 관철한다.                    |
| 일본유신회                                    | 지금이야 말로『일본대개혁』을. 몸을 끊는 개혁, 실행중.    |
| 국민민주당                                    | 움직여라, 일본.                                           |
| 사회민주당                                    | 생존을 위한 정권교체.                                     |
| 레이와 신센구미                               | 레이와 뉴딜 무엇이 있어도 걱정하지 마라.                  |
| NHK와 재판하고 있는 당 변호사법 72조 위반으로 | 수신료 공평 부담의 원칙을 NHK에 준수시킨다. NHK를 부수자. |

### 각 정당의 공약
| 정당            | 공약                                                               |
| --------------- | ------------------------------------------------------------------ |
| 자유민주당      | 자민당 레이와 3년 정권공약 보관됨 2021-10-19 - 웨이백 머신         |
| 입헌민주당      | 입헌민주당 정권정책 2021                                           |
| 공명당          | 중원선 정책집 공명당                                               |
| 일본공산당      | 일본공산당 총선거 정책                                             |
| 일본유신회      | 중원선 매니페스토 일본유신회 보관됨 2021-10-16 - 웨이백 머신       |
| 국민민주당      | 국민민주당 정책 펌플렛                                             |
| 사회민주당      | 2021년 중의원 총선거 공약 (사민당) 보관됨 2021-10-27 - 웨이백 머신 |
| 레이와 신센구미 | 2021년 중의원 총선거 매니페스토 (레이와 신센구미)                  |

## 쟁점 사항
- 기시다 내각의 신뢰
- 자공 연립 정권의 지속적인 심판
- 정권 교체의 필요성
- 신종 코로나 바이러스 백신
- 코로나 바이러스 수렴 후를 내다본 경제 대책
- 기시다 후미오 총리가 내세우는 "신자본주의"의 심판
- 헌법 개정의 필요성

## 여론 조사

columns-list|colwidth=18em|

여·야당 선거 여론 조사
[[파일:Opinion polling for the 2021 Japanese general election.svg|가운데|섬네일|800x800픽셀|{{columns-list|colwidth=18em|
]]
야당 선거 여론 조사
[[파일:Opinion polling for the 2021 Japanese general election(minor parties).svg|가운데|섬네일|800x800픽셀| {{columns-list|colwidth=18em|
]]

### 출구 조사
| 방송사 | 자민    | 입민   | 공명  | 공산 | 유신  | 국민 | 레이와 | 사민 | NHK | 무소속 |         | 여당 (자민+공명) | 개헌세력 (자민+공명+유신) |
| ------ | ------- | ------ | ----- | ---- | ----- | ---- | ------ | ---- | --- | ------ | ------- | ---------------- | ------------------------- |
| NHK    | 212~253 | 99~141 | 27~35 | 8~14 | 34~47 | 7~12 | 1~5    | 0~2  | 0   | 9~13   | 239~288 | 273~335          |                           |
| NNN    | 238     | 114    | 31    | 10   | 45    | 12   | 2      | 1    | 0   | 12     | 269     | 314              |                           |
| JNN    | 237     | 115    | 30    | 12   | 40    | 13   | 3      | 1    | 0   | 14     | 267     | 307              |                           |
| FNN    | 230     | 130    | 31    | 14   | 39    | 7    | 1      | 1    | 0   | 12     | 261     | 300              |                           |
| ANN    | 243     | 113    | 32    | 12   | 39    | 12   | 1      | 1    | 0   | 12     | 275     | 314              |                           |
| TXN    | 240     | 110    | 30    | 11   | 45    | 13   | 0      | 0    | 0   | 16     | 270     | 315              |                           |

## 의원

### 은퇴 및 불출마 의원

#### 자유민주당
- 오시마 다다모리(아오모리현 제2구)
- 야마구치 다이메이(사이타마현 제5구)
- 가모시타 이치로(도쿄도 제13구)
- 미야코 미쓰히로(도야마현 제2구)
- 하세 히로시(이시카와현 제1구)
- 미츠야 노리오(미에현 제4구)
- 다케모토 나오카즈(오사카부 제15구)
- 이부키 분메이(교토부 제1구)
- 안도 히로시(교토부 제6구)
- 다케시타 와타루(시마네현 제2구)
- 시오자키 야스히사(에히메현 제1구)
- 가와무라 다케오(야마구치현 제3구)
- 야마모토 고이치(에히메현 제4구)
- 아나미 요이치(오이타현 제1구)
- 가토 간지(나가사키현 제2구)
- 햐쿠다케 키미치카(기타간토 비례구)
- 간다 유(기타간토 비례구)
- 가와사키 지로(도카이 비례구)[11]
- 이케다 미치타카(주고쿠 비례구)
- 후루타 게이이치(주고쿠 비례구)
- 도미오카 쓰토무(규슈 비례구)[12]

#### 입헌민주당
- 아라이 사토시(홋카이도 제3구)
- 사사키 다카히로(홋카이도 제6구)
- 아카마쓰 히로타카(아이치현 제5구)
- 나가오 히데키(긴키 비례구)[13]

#### 공명당
- 오타 아키히로(도쿄도 제12구)
- 이노우에 요시히사(주고쿠 비례구)
- 도미타 시게유키(미나미간토 비례구)
- 다카기 미치오(도쿄도 비례구)
- 마쓰야 게에고(주고쿠 비례구)
- 오타 마사타카(호쿠리쿠신에쓰 비례구)
- 이시다 노리토시(시고쿠 비례구)
- 에다 야스유키(규슈 비례구)

#### 일본유신회
- 모리 나쓰에(긴키 비례구)[14]

#### 국민민주당
- 야마오 시오리(아이치현 제7구)

#### 사회민주당
- 데루야 간토쿠(오키나와현 제2구)

#### NHK와 재판하고 있는 당 변호사법 72조 위반으로
- 마루야마 호다카(오사카부 제19구)

#### 무소속
- 시라스카 다카키(지바현 제13구)
- 아키모토 쓰카사(도쿄 15구)
- 후루모토 신이치로(아이치현 제11구)
- 오쓰카 다카시(오사카부 제8구)
- 나카야마 나리아키(규슈 비례구)[15]

## 선거 결과

### 소선거구
자유민주당 
 공명당 
 입헌민주당 
 일본공산당 
 일본유신회 
 국민민주당 
 사회민주당 
 무소속 
| 도도부현   | 구   | 당선자            | 구   | 당선자              | 구   | 당선자              | 구   | 당선자            | 구   | 당선자          | 블록           |
| ---------- | ---- | ----------------- | ---- | ------------------- | ---- | ------------------- | ---- | ----------------- | ---- | --------------- | -------------- |
| 홋카이도   | 1구  | 미치시타 다이키   | 2구  | 마쓰키 겐코         | 3구  | 다카기 히로시       | 4구  | 나카무라 히로유키 | 5구  | 와다 요시아키   | 홋카이도       |
| 홋카이도   | 6구  | 아즈마 구니요시   | 7구  | 이토 요시타카       | 8구  | 오사카 세이지       | 9구  | 야마오카 마쓰마루 | 10구 | 이나쓰 히사시   | 홋카이도       |
| 홋카이도   | 11구 | 이시카와 가오리   | 12구 | 다케베 아라타       |      |                     |      |                   |      |                 | 홋카이도       |
| 아오모리현 | 1구  | 에토 아키노리     | 2구  | 간다 준이치         | 3구  | 기무라 지로         |      |                   |      |                 | 도호쿠         |
| 이와테현   | 1구  | 시나 다케시       | 2구  | 스즈키 슌이치       | 3구  | 후지와라 다카시     |      |                   |      |                 | 도호쿠         |
| 미야기현   | 1구  | 도이 도루         | 2구  | 가마타 사유리       | 3구  | 니시무라 아키히로   | 4구  | 이토 신타로       | 5구  | 아즈미 준       | 도호쿠         |
| 미야기현   | 6구  | 오노데라 이쓰노리 |      |                     |      |                     |      |                   |      |                 | 도호쿠         |
| 아키타현   | 1구  | 도가시 히로유키   | 2구  | 미도리카와 다카시   | 3구  | 미노리카와 노부히데 |      |                   |      |                 | 도호쿠         |
| 야마가타현 | 1구  | 엔도 도시아키     | 2구  | 스즈키 노리카즈     | 3구  | 가토 아유코         |      |                   |      |                 | 도호쿠         |
| 후쿠시마현 | 1구  | 가네코 에미       | 2구  | 네모토 다쿠미       | 3구  | 겐바 고이치로       | 4구  | 오구마 신지       | 5구  | 요시노 마사요시 | 도호쿠         |
| 이바라키현 | 1구  | 후쿠시마 노부유키 | 2구  | 누카가 후쿠시로     | 3구  | 하나시 야스히로     | 4구  | 가지야마 히로시   | 5구  | 아사노 사토시   | 기타간토       |
| 이바라키현 | 6구  | 구니미쓰 아야노   | 7구  | 나가오카 게이코     |      |                     |      |                   |      |                 | 기타간토       |
| 도치기현   | 1구  | 후나다 겐         | 2구  | 후쿠다 아키오       | 3구  | 야나 가즈오         | 4구  | 사토 쓰토무       | 5구  | 모테기 도시미쓰 | 기타간토       |
| 군마현     | 1구  | 나카소네 야스타카 | 2구  | 이노 도시로         | 3구  | 사사가와 히로요시   | 4구  | 후쿠다 다쓰오     | 5구  | 오부치 유코     | 기타간토       |
| 사이타마현 | 1구  | 무라이 히데키     | 2구  | 신도 요시타카       | 3구  | 기카와다 히토시     | 4구  | 호사카 야스시     | 5구  | 에다노 유키오   | 기타간토       |
| 사이타마현 | 6구  | 오시마 아쓰시     | 7구  | 나카노 히데유키     | 8구  | 시바야마 마사히코   | 9구  | 오쓰카 다쿠       | 10구 | 야마구치 스스무 | 기타간토       |
| 사이타마현 | 11구 | 고이즈미 류지     | 12구 | 모리타 도시카즈     | 13구 | 쓰치야 시나코       | 14구 | 미쓰바야시 히로미 | 15구 | 다나카 료세이   | 기타간토       |
| 지바현     | 1구  | 다지마 가나메     | 2구  | 고바야시 다카유키   | 3구  | 마쓰노 히로카즈     | 4구  | 노다 요시히코     | 5구  | 소노우라 겐타로 | 미나미간토     |
| 지바현     | 6구  | 와타나베 히로미치 | 7구  | 사이토 겐           | 8구  | 혼조 사토시         | 9구  | 오쿠노 쇼이치로   | 10구 | 하야시 모토오   | 미나미간토     |
| 지바현     | 11구 | 모리 에스케       | 12구 | 하마다 야스카즈     | 13구 | 마쓰모토 히사시     |      |                   |      |                 | 미나미간토     |
| 가나가와현 | 1구  | 시노하라 고우     | 2구  | 스가 요시히데       | 3구  | 나카니시 겐지       | 4구  | 와세다 유키       | 5구  | 사카이 마나부   | 미나미간토     |
| 가나가와현 | 6구  | 후루카와 나오키   | 7구  | 스즈키 게이스케     | 8구  | 에다 겐지           | 9구  | 류 히로후미       | 10구 | 다나카 가즈노리 | 미나미간토     |
| 가나가와현 | 11구 | 고이즈미 신지로   | 12구 | 아베 도모코         | 13구 | 후토리 히데시       | 14구 | 아카마 지로       | 15구 | 고노 다로       | 미나미간토     |
| 가나가와현 | 16구 | 고토 유이치       | 17구 | 마키시마 가렌       | 18구 | 야마기와 다이시로   |      |                   |      |                 | 미나미간토     |
| 야마나시현 | 1구  | 나카타니 신이치   | 2구  | 호리우치 노리코     |      |                     |      |                   |      |                 | 미나미간토     |
| 도쿄도     | 1구  | 야마다 미키       | 2구  | 츠지 기요토         | 3구  | 마쓰바라 진         | 4구  | 다이라 마사아키   | 5구  | 데츠카 요시오   | 도쿄           |
| 도쿄도     | 6구  | 오치아이 다카유키 | 7구  | 나가쓰마 아키라     | 8구  | 요시다 하루미       | 9구  | 야마기시 이세이   | 10구 | 스즈키 하야토   | 도쿄           |
| 도쿄도     | 11구 | 시모무라 하쿠분   | 12구 | 오카모토 미쓰나리   | 13구 | 쓰치다 신           | 14구 | 마쓰시마 미도리   | 15구 | 가키자와 미토   | 도쿄           |
| 도쿄도     | 16구 | 오니시 히데오     | 17구 | 히라사와 가쓰에이   | 18구 | 간 나오토           | 19구 | 스에마쓰 요시노리 | 20구 | 기하라 세이지   | 도쿄           |
| 도쿄도     | 21구 | 오다와라 기요시   | 22구 | 이토 다쓰야         | 23구 | 오구라 마사노부     | 24구 | 하기우다 고이치   | 25구 | 이노우에 신지   | 도쿄           |
| 니가타현   | 1구  | 니시무라 치나미   | 2구  | 호소다 겐이치       | 3구  | 사이토 히로아키     | 4구  | 기쿠타 마키코     | 5구  | 요네야마 류이치 | 호쿠리쿠신에쓰 |
| 니가타현   | 6구  | 우메타니 마모루   |      |                     |      |                     |      |                   |      |                 | 호쿠리쿠신에쓰 |
| 도야마현   | 1구  | 다바타 히로아키   | 2구  | 우에다 에이슌       | 3구  | 다치바나 게이이치로 |      |                   |      |                 | 호쿠리쿠신에쓰 |
| 이시카와현 | 1구  | 고모리 다쿠오     | 2구  | 사사키 하지메       | 3구  | 니시다 쇼지         |      |                   |      |                 | 호쿠리쿠신에쓰 |
| 후쿠이현   | 1구  | 이나다 도모미     | 2구  | 다카기 쓰요시       |      |                     |      |                   |      |                 | 호쿠리쿠신에쓰 |
| 나가노현   | 1구  | 와카바야시 겐타   | 2구  | 시모지 미쓰         | 3구  | 이데 요세이         | 4구  | 고토 시게유키     | 5구  | 미야시타 이치로 | 호쿠리쿠신에쓰 |
| 기후현     | 1구  | 노다 세이코       | 2구  | 다나하시 야스후미   | 3구  | 무토 요지           | 4구  | 가네코 신페이     | 5구  | 후루야 게이지   | 도카이         |
| 시즈오카현 | 1구  | 가미카와 요코     | 2구  | 이바야시 다쓰노리   | 3구  | 고야마 노부히로     | 4구  | 후카자와 요이치   | 5구  | 호소노 고시     | 도카이         |
| 시즈오카현 | 6구  | 가쓰마타 다카아키 | 7구  | 기우치 미노루       | 8구  | 겐마 켄타로         |      |                   |      |                 | 도카이         |
| 아이치현   | 1구  | 구마다 히로미치   | 2구  | 후루카와 모토히사   | 3구  | 곤도 쇼이치         | 4구  | 구도 쇼조         | 5구  | 간 다켄지       | 도카이         |
| 아이치현   | 6구  | 니와 히데키       | 7구  | 스즈키 준지         | 8구  | 이토 다데히코       | 9구  | 나가사카 야스마사 | 10구 | 에사키데 데쓰마 | 도카이         |
| 아이치현   | 11구 | 야기 데쓰야       | 12구 | 시게토쿠 가즈히코   | 13구 | 오네시 겐스케       | 14구 | 이마에다 소이치로 | 15구 | 네모토 유키노리 | 도카이         |
| 미에현     | 1구  | 다무라 노리히사   | 2구  | 가와사키 히데토     | 3구  | 오카다 가쓰야       | 4구  | 스즈키 에이케이   |      |                 | 도카이         |
| 시가현     | 1구  | 오카토 시타카     | 2구  | 우에노 겐이치로     | 3구  | 다케무라 노부히데   | 4구  | 고데라 히로       |      |                 | 긴키           |
| 교토부     | 1구  | 가쓰메 야스시     | 2구  | 마에하라 세이지     | 3구  | 이즈미 겐타         | 4구  | 기타가미 게이로   | 5구  | 혼다 다로       | 긴키           |
| 교토부     | 6구  | 야마노이 가즈노리 |      |                     |      |                     |      |                   |      |                 | 긴키           |
| 오사카부   | 1구  | 이노우에 히데다카 | 2구  | 모리시마 다다시     | 3구  | 사토 시게키         | 4구  | 미노베 데루오     | 5구  | 구니시게 도루   | 긴키           |
| 오사카부   | 6구  | 이사 신이치       | 7구  | 오구시타 다케미츠   | 8구  | 우루마 조지         | 9구  | 아다치 야스시     | 10구 | 이케시타 다쿠   | 긴키           |
| 오사카부   | 11구 | 나카쓰카 히로시   | 12구 | 후지타 후미타케     | 13구 | 이와타니 료헤이     | 14구 | 아오야기 히토시   | 15구 | 우라노 야스토   | 긴키           |
| 오사카부   | 16구 | 기타가와 가즈오   | 17구 | 바바 노부유키       | 18구 | 엔도 다카시         | 19구 | 이토 노부히사     |      |                 | 긴키           |
| 효고현     | 1구  | 이사카 노부히코   | 2구  | 아카바 가즈요시     | 3구  | 세키 요시히로       | 4구  | 후지 히사유키     | 5구  | 다니 고이치     | 긴키           |
| 효고현     | 6구  | 이치무라 고이치로 | 7구  | 야마다 겐지         | 8구  | 나카노 히로마사     | 9구  | 니시무라 야스토시 | 10구 | 도카이 기사부로 | 긴키           |
| 효고현     | 11구 | 마쓰모토 다케아키 | 12구 | 야마구치 쓰요시     |      |                     |      |                   |      |                 | 긴키           |
| 나라현     | 1구  | 마부치 스미오     | 2구  | 다카이치 사나에     | 3구  | 다노세 다이도       |      |                   |      |                 | 긴키           |
| 와카야마현 | 1구  | 기시모토 슈헤이   | 2구  | 이시다 마사토시     | 3구  | 니카이 도시히로     |      |                   |      |                 | 긴키           |
| 돗토리현   | 1구  | 이시바 시게루     | 2구  | 아카자와 료세이     |      |                     |      |                   |      |                 | 주고쿠         |
| 시마네현   | 1구  | 호소다 히로유키   | 2구  | 다카미 야스히로     |      |                     |      |                   |      |                 | 주고쿠         |
| 오카야마현 | 1구  | 아이사와 이치로   | 2구  | 야마시타 다카시     | 3구  | 히라누마 쇼지로     | 4구  | 하시모토 가쿠     | 5구  | 가토 가쓰노부   | 주고쿠         |
| 히로시마현 | 1구  | 기시다 후미오     | 2구  | 히라구치 히로시     | 3구  | 사이토 데쓰오       | 4구  | 신타니 마사요시   | 5구  | 데라다 미노루   | 주고쿠         |
| 히로시마현 | 6구  | 사토 고지         | 7구  | 고바야시 후미아키   |      |                     |      |                   |      |                 | 주고쿠         |
| 야마구치현 | 1구  | 고무라 마사히로   | 2구  | 기시 노부오         | 3구  | 하야시 요시마사     | 4구  | 아베 신조         |      |                 | 주고쿠         |
| 도쿠시마현 | 1구  | 니키 히로부미     | 2구  | 야마구치 신이치     |      |                     |      |                   |      |                 | 시고쿠         |
| 가가와현   | 1구  | 오가와 준야       | 2구  | 다마키 유이치로     | 3구  | 오노 케타로         |      |                   |      |                 | 시고쿠         |
| 에히메현   | 1구  | 시오자키 아키히사 | 2구  | 무라카미 세이이치로 | 3구  | 이와라 다쿠미       | 4구  | 하세가와 준지     |      |                 | 시고쿠         |
| 고치현     | 1구  | 나카타니 겐       | 2구  | 오자키 마사나오     |      |                     |      |                   |      |                 | 시고쿠         |
| 후쿠오카현 | 1구  | 이노우에 다카히로 | 2구  | 오니키 마코토       | 3구  | 고가 야쓰시         | 4구  | 미야우치 히데키   | 5구  | 쓰쓰미 가나메   | 규슈           |
| 후쿠오카현 | 6구  | 하토야마 지로     | 7구  | 후지마루 사토시     | 8구  | 아소 다로           | 9구  | 오가타 린타로     | 10구 | 기이 다카시     | 규슈           |
| 후쿠오카현 | 11구 | 다케다 료타       |      |                     |      |                     |      |                   |      |                 | 규슈           |
| 사가현     | 1구  | 히라구치 가즈히로 | 2구  | 오구시 히로시       |      |                     |      |                   |      |                 | 규슈           |
| 나가사키현 | 1구  | 니시오카 히데코   | 2구  | 가토 류쇼           | 3구  | 다니가와 야이치     | 4구  | 기타무라 세이고   |      |                 | 규슈           |
| 구마모토현 | 1구  | 기하라 미노루     | 2구  | 니시노 다이스케     | 3구  | 사카모토 데쓰시     | 4구  | 가네코 야스시     |      |                 | 규슈           |
| 오이타현   | 1구  | 기라 슈지         | 2구  | 에토 세이시로       | 3구  | 이와야 다케시       |      |                   |      |                 | 규슈           |
| 미야자키현 | 1구  | 와타나베 소       | 2구  | 에토 다쿠           | 3구  | 후루카와 요시히사   |      |                   |      |                 | 규슈           |
| 가고시마현 | 1구  | 미야지 다쿠마     | 2구  | 미타조노 사토시     | 3구  | 노마 다케시         | 4구  | 모리야마 히로시   |      |                 | 규슈           |
| 오키나와현 | 1구  | 아카미네 세이켄   | 2구  | 아라가키 구니오     | 3구  | 시마지리 아이코     | 4구  | 니시메 고사부로   |      |                 | 규슈           |

### 비례대표
자유민주당 
 공명당 
 입헌민주당 
 일본공산당 
 일본유신회 
 국민민주당 
 레이와 신신구미 
 무소속 
|    | 홋카이도        | 도호쿠            | 기타간토          | 미나미간토        | 도쿄              | 호쿠리쿠 신에쓰   | 도카이            | 긴키              | 주고쿠            | 시고쿠            | 규슈              |
| -- | --------------- | ----------------- | ----------------- | ----------------- | ----------------- | ----------------- | ----------------- | ----------------- | ----------------- | ----------------- | ----------------- |
| 1  | 스즈키 다카코   | 쓰시마 준         | 오미 아사코       | 호시노 츠요시     | 다카기 케이       | 와시오 에이치로   | 아오야마 슈헤이   | 미키 게에         | 이시바시 린타로   | 야마모토 유지     | 이마무라 마사히로 |
| 2  | 오쓰키 구레하   | 오카모토 아키코   | 후지오카 다카오   | 나카타니 카즈마   | 이토 슌스케       | 곤도 가즈야       | 반노 유타카       | 오쿠노 신스케     | 고지마 토시후미   | 히라이 다쿠야     | 스에츠구 세이이치 |
| 3  | 와타나베 고이치 | 아키바 겐야       | 노나카 아츠시     | 아마리 아키라     | 마츠모토 요헤이   | 다카토리 슈이치   | 이시이 타쿠       | 와다 유이치로     | 유노키 미치요시   | 시라이시 요이치   | 야스오카 히로타케 |
| 4  | 아라이 유타카   | 간 게이치로       | 이시이 게이이치   | 가네무라 류나     | 아베 츠카사       | 쿠니사다 이사토   | 미야자와 히로유키 | 야나기모토 아키라 | 아베 도시코       | 야마사키 마사야스 | 하마치 마사카즈   |
| 5  | 사토 히데미치   | 테라다 마나부     | 마키하라 히데키   | 아키모토 마사토시 | 다카기 요스케     | 시노하라 다카시   | 오구치 요시노리   | 다케우치 유즈루   | 히라바야시 아키라 | 고토다 마사즈미   | 이와타 카즈치카   |
| 6  | 호리이 마나부   | 쇼지 겐이치       | 나카무라 기시로   | 후루야 노리코     | 가사이 아키라     | 이즈미다 히로히코 | 나카가와 마사하루 | 사쿠라이 슈       | 다카가이 에미코   | 요시다 도모요     | 요시카와 하지메   |
| 7  | 가미야 히로시   | 카메오카 요시타미 | 사와다 료         | 야타가와 하지메   | 오치 다카오       | 요시다 토요후미   | 스기모토 카즈미   | 스미요시 히로키   | 유와라 신지       |                   | 다케이 신스케     |
| 8  | 나카가와 유코   | 오자와 이치로     | 다도코로 요시노리 | 미타니 히데히로   | 스즈키 요스케     | 나카가와 히로마사 | 이케다 요시다카   | 오구시 마사키     | 소라모토 세이키   |                   | 아베 히로키       |
| 9  |                 | 가네다 가쓰토시   | 고미야마 야스코   | 아오야기 요이치로 | 와카미야 겐지     | 츠카다 이치로     | 시오노야 류       | 호리이 겐지       | 스기타 미오       |                   | 요시다 노부히로   |
| 10 |                 | 다카하시 치츠코   | 시오카와 데츠야   | 시이 가즈오       | 가이에다 반리     | 코즈 다케시       | 요시다 츠네히코   | 고쿠다 게이지     | 아세모토 쇼고     |                   | 후루카와 야스시   |
| 11 |                 | 우에스기 겐타로   | 이시카와 아키마사 | 요시이에 히로유키 | 오노 다이스케     | 무타이 슌스케     | 나카가와 다카모토 | 호리바 사치코     | 쿠사카 마사키     |                   | 야마다 가즈히코   |
| 12 |                 | 하야사카 아츠시   | 고시미즈 게이치   | 후지마키 겐타     | 나가시마 아키히사 |                   | 모토무라 노부코   | 고바야시 시게키   |                   |                   | 고쿠바 코노스케   |
| 13 |                 | 바바 유키         | 이가라시 기요시   | 나카야마 노리히로 | 야마모토 다로     |                   | 이토 와타루       | 우키시마 토모코   |                   |                   | 다무라 다카아키   |
| 14 |                 |                   | 사카모토 유노스케 | 츠노다 히데오     | 가사이 고이치     |                   | 다나카 겐         | 모리야마 히로유키 |                   |                   | 긴조 야스쿠니     |
| 15 |                 |                   | 나카네 가즈유키   | 나카지마 가쓰히토 | 미야모토 토루     |                   | 와타나베 슈       | 엔도 료타         |                   |                   | 미야자키 마사히사 |
| 16 |                 |                   | 다카하시 히데아키 | 스즈키 아츠시     | 이시하라 히로타카 |                   | 이시하라 마사타카 | 다나카 히데유키   |                   |                   | 이나토미 슈지     |
| 17 |                 |                   | 스즈키 요시히로   | 카도야마 히로아키 | 오가와라 마사코   |                   | 미사키 마키       | 이치타니 유이치로 |                   |                   | 오자토 야스히로   |
| 18 |                 |                   | 아오야마 야마토   | 야마자키 마코토   |                   |                   | 요시카와 다케루   | 무네키요 고이치   |                   |                   | 나가토모 신지     |
| 19 |                 |                   | 후쿠시게 다카히로 | 야마모토 토모히로 |                   |                   | 마키 요시오       | 마에가와 기요시게 |                   |                   | 야마모토 고세이   |
| 20 |                 |                   |                   | 다가야 료         |                   |                   | 야마모토 사콘     | 와니부치 요코     |                   |                   | 요시다 구미코     |
| 21 |                 |                   |                   | 아사카와 요시하루 |                   |                   | 도사이 사후소쿠   | 미야모토 다케시   |                   |                   |                   |
| 22 |                 |                   |                   | 사쿠라다 요시타카 |                   |                   | 나카가와 야스히로 | 도쿠나가 히사시   |                   |                   |                   |
| 23 |                 |                   |                   |                   |                   |                   |                   | 이케하타 고타로   |                   |                   |                   |
| 24 |                 |                   |                   |                   |                   |                   |                   | 모리야마 마사히토 |                   |                   |                   |
| 25 |                 |                   |                   |                   |                   |                   |                   | 아카기 마사유키   |                   |                   |                   |
| 26 |                 |                   |                   |                   |                   |                   |                   | 사이토 알렉스     |                   |                   |                   |
| 27 |                 |                   |                   |                   |                   |                   |                   | 다니가와 토무     |                   |                   |                   |
| 28 |                 |                   |                   |                   |                   |                   |                   | 오오이시 아키코   |                   |                   |                   |

## 논란

### 선거 일정에 관한 논란
중의원의 임기가 만료되는 시기가 이전에 실시된 당 총재 선거에서 선출된 스가 요시히데 총리의 자유민주당 총재로서의 임기 만료일과 가까웠기 때문에, 차기 당 총재 선거와 본 총선거의 일정에 대하여 다양한 보도가 이루어졌었다.
7월 하순에는 스가 내각의 지지율 하락으로 총선거가 11월에 실시된다는 선거론이 여당 내에서 강해지고 있다고 보도되었다. 이에 대해 야당인 입헌민주당은 임기 만료 후 총선거를 실시하는 것에 대해 반대했었으며
미해산 시의 임기만료에 대한 총선거를 9월 중 각의 결정하는 방안도 부상했었다.
그러나 스가 총리가 차기 당 총재 선거에 불출마를 선언하고, 기시다 후미오 신임 총리는 총리 취임 날 기자회견에서 같은 달 14일 중의원을 해산하고 19일 공시한다고 발표함으로서 논란은 종식되었다.